# Typhlodromus caudiglans
Typhlodromus caudiglans är en spindeldjursart som beskrevs av Schuster 1959. Typhlodromus caudiglans ingår i släktet Typhlodromus och familjen Phytoseiidae. Inga underarter finns listade i Catalogue of Life.